# オラヌット・クロムディー
オラヌット・クロムディー（Oranut Klomdee、อรนุช กล่อมดี 、1980年6月1日-）はタイ王国の女子陸上競技選手。専門は短距離走。バンコク出身。
2000年にシドニーオリンピックに4×100mリレーのメンバーとしてオリンピック初出場している。2004年のアテネオリンピックは出場しなかったが、2008年の北京オリンピックで再びリレーメンバーに選ばれて4×100mリレーに出場している。
他にも2002年の釜山でのアジア競技大会、2003年のマニラでのアジア陸上競技選手権大会、2007年のバンコクでの夏季ユニバーシアードなどに出場し、メダルを獲得している。2006年のパッタヤーでのアジア室内陸上競技選手権大会では60mで3位となっており、1位のノヌーチ・サンラット、2位のサングァン・ジャクスニンとともに表彰台をタイ勢が独占した。